# Constitution Hill
Constitution Hill est une avenue de Londres.

## Situation et accès
Elle se trouve dans la Cité de Westminster et relie The Mall à Hyde Park Corner par une légère montée. L'avenue est bordée par Green Park, au nord, et par les jardins du palais de Buckingham, au sud.
La station de métro la plus proche est Hyde Park Corner, desservie par  la ligne  Piccadilly. 

## Origine du nom

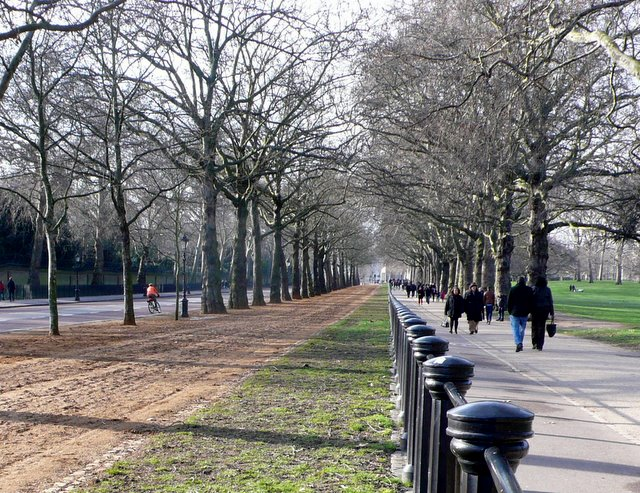

L'avenue tient son nom de sa situation, en légère pente, Constitution Hill (hill signifiant en anglais « colline », bien que ce terme soit inapproprié puisqu’il s’agit en fait d’une pente à peine détectable).
Il y a aussi une autre rue du même nom, Constitution Hill, à Birmingham.

## Historique
L' homme politique Robert Peel est mort d'une chute de cheval dans cette avenue en 1850.

## Bâtiments remarquables et lieux de mémoire
On peut voir un récent mémorial de guerre, dédié aux soldats du Commonwealth, en haut de cette artère. Plusieurs statues la longent également.
L'arc de Wellington se trouve aujourd'hui dans l’axe de Constitution Hill, dans les jardins de Hyde Park Corner. Autrefois, il se trouvait un peu plus loin, à une centaine de mètres, au bout de la Grosvenor Place face à l’entrée principale de Hyde Park.